# Xunqueira de Espadanedo
Xunqueira de Espadanedo è un comune spagnolo di 1 065 abitanti situato nella comunità autonoma della Galizia.